# Taka Wakamatso
Taka Wakamatso – australijski zapaśnik walczący w stylu wolnym. Brązowy medalista mistrzostw Oceanii w 1992 roku.